# The Self-Destruction of Gia
The Self-Destruction of Gia è un film documentario del 2003 sulla  modella Gia Carangi e sulla sua morte per abuso di droga. È stato diretto e prodotto da J.J. Martin.
La vita di Gia Carangi, che morì di AIDS nel 1986 all'età di 26 anni, era stata già oggetto di diversi documentari televisivi,  e del docu-drama prodotto dall'HBO, con Angelina Jolie.  In The Self-Destruction of Gia, il regista JJ Martin esplora la vita della giovane attraverso rari filmati e foto, interviste inedite con la modella, e interviste contemporanee con la famiglia, gli amici, e colleghi della tragica figura. Leggende del mondo della moda come il fotografo Francesco Scavullo e gli stilisti Diane von Fürstenberg e Vera Wang raccontano la speciale fiamma di Carangi, e l'arco della sua carriera nella moda.
The Self-Destruction of Gia è stato trasmesso al Tribeca Film Festival del 2003.